# Seconda edizione dei Campionati Mondiali Universitari
La seconda edizione dei Campionati Mondiali Universitari di rugby è stata ospitata dall'Italia dal 30 giugno al 19 luglio 1992.
Tra le sedici nazionali partecipanti anche quella del Sud Africa, federazione appena riammessa nel consesso mondiale del rugby dopo undici anni di esclusione a causa delle politiche di apartheid.

## Fase a gironi
Le sedici squadre sono state divise in quattro gironi, ospitati da diverse aree del paese; le due migliori squadre di ogni girone si sono qualificate ai quarti di finale.
Pool A (a Padova, Rovigo, Treviso):  Italia,  Irlanda,  CSI,  Germania.
Pool B (a Genova, Imperia, Finale Ligure):  Francia,  Scozia,  Giappone,  Spagna.
Pool C (a Napoli): Sud Africa,  Argentina,  Inghilterra,  Taiwan.
Pool D (a Catania):  Nuova Zelanda,  Galles,  Figi,  Romania.

## Finali
Gli incontri per stabilire i piazzamenti dal 9º al 16º posto sono stati ospitati a Cagliari. Le due semifinali sono state giocate a L'Aquila e Napoli, le finali per il terzo e per il primo posto a Rovigo.
Nei quarti di finale l'Italia ha superato la Scozia. 
In semifinale Nuova Zelanda e Francia si impongono rispettivamente su Argentina e Italia. 
Nella finale di Rovigo trionfa la Nuova Zelanda, superando la Francia.
La manifestazione è stata ripresa dalle telecamere di Rai Tre, con partite trasmesse in differita integrale o sintetica.
Tra gli organizzatori del girone ligure anche Marco Bollesan, ex capitano azzurro.
Durante l'incontro della fase iniziale tra Giappone e Scozia, vinto 48-3 dai britannici, il giocatore scozzese David Hunter subì un grave infortunio; trasportato all'ospedale San Martino di Genova con varie costole rotte, dovette subire l'asportazione della milza.